# Estación de Shanghai

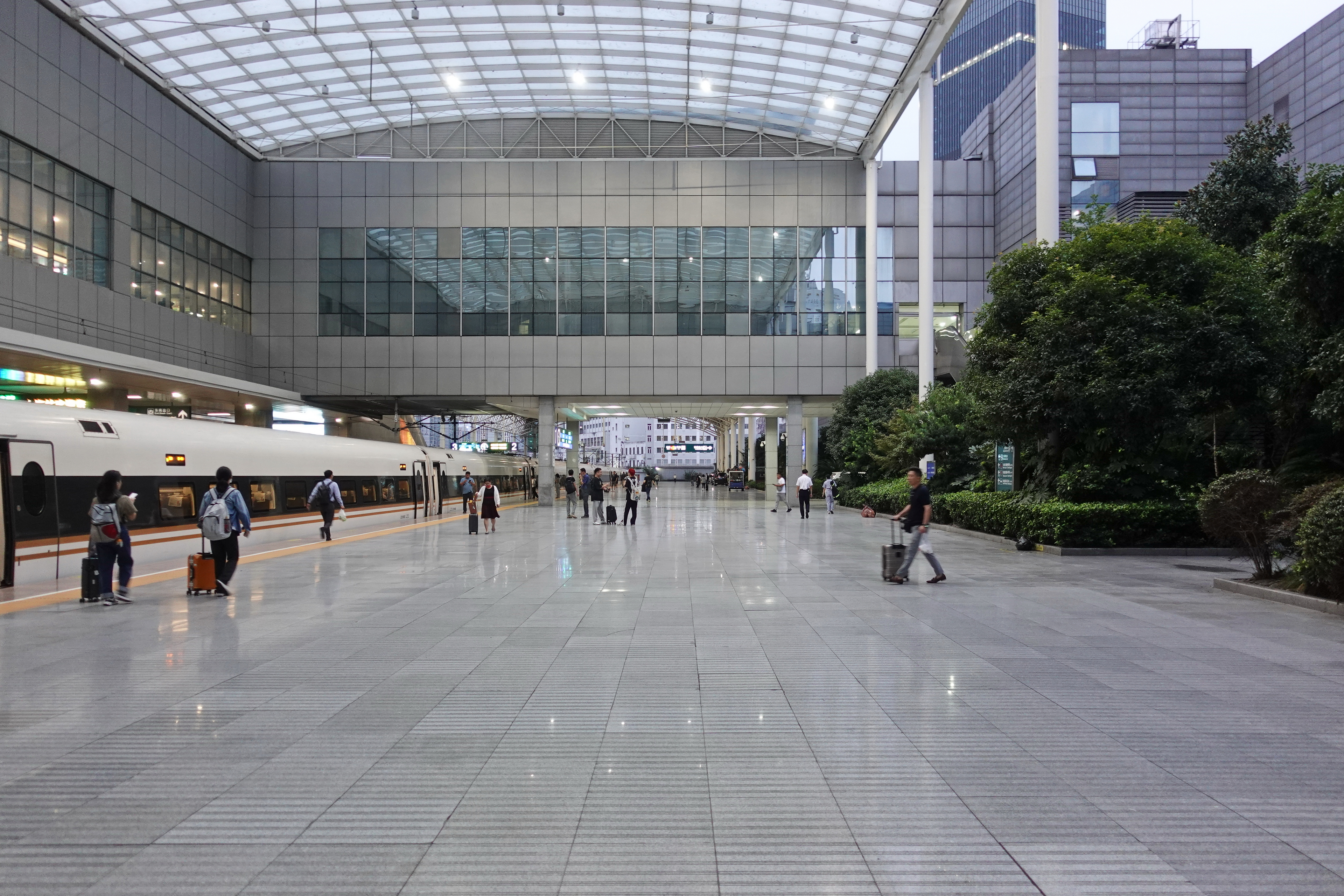
Platform 1

La Estación de ferrocarril de Shanghai (en chino tradicional, 上海火車站; en chino simplificado, 上海火车站; pinyin, Shànghǎi Huǒchēzhàn; shanghainés: Zånhae Hutsuzae) es la principal estación ferroviaria de pasajeros de Shanghái, China, de las cuatro que hay en la ciudad. Las otras tres son Shanghái Sur, Shanghái Hongqiao y Shanghái Oeste.

## Historia
La estación de tren de Shanghái es conocida como la «Nueva Estación» por los locales, ya que sustituye la estación de ferrocarril del norte de Shanghái (también conocida como «Antigua Estación del Norte») como principal estación de tren de la ciudad en 1987. A finales de la década de los 80, la antigua estación de tren del Norte era inadecuada para manejar el creciente tráfico ferroviario en Shanghái. Entonces, el gobierno decidió derribar la estación Shanghái Oriental (transporte de carga) y construir una nueva estación de tren en el mismo lugar. El 28 de diciembre de 1987, la Estación del Norte se cerró. Al mismo tiempo comenzaron las obras para la nueva estación de tren de Shanghái.
En 2008 se hicieron mejoras en la estación con motivo de la Exposición Universal de Shanghái de 2010. El 29 de mayo de 2010, se completó la renovación. Se expandió el edificio hacia el norte desde 1.000 metros cuadrados a 15.560 metros cuadrados, reformado el edificio sur y añadido un nuevo techo en forma de onda diseñada sobre la plataforma.